# Rubus tinifolius
Rubus tinifolius är en rosväxtart som beskrevs av Cheng Yih Wu, Tse Tsun Yu och L.T. Lu. Rubus tinifolius ingår i släktet rubusar, och familjen rosväxter. Inga underarter finns listade i Catalogue of Life.